# یو سوگیموتو
یو سوگیموتو (انگلیسی: Yū Sugimoto; ۲۹ ژانویهٔ ۱۹۷۵ – ) صداپیشه اهل ژاپن بود. وی از سال ۱۹۹۶ میلادی تاکنون مشغول فعالیت بوده‌است.